# Jean-Pierre Dupuy
Jean-Pierre Dupuy (ur. 20 lutego 1941) – absolwent paryskiej Politechniki, inżynier górnictwa, filozof, profesor na Uniwersytecie Stanforda, gdzie wykłada filozofię społeczną, polityczną oraz etykę technik i badań naukowych (te zdjęcia prowadził również na Politechnice do 2006 roku). Członek francuskiej Akademii Technologii (Académie des technologies). W 1982 roku, wraz z Jean-Marie Domenachem, tworzy centrum nauk kognitywnych i epistemologii przy Politechnice. Inspiracją do jego założenia jest myśl Jeana Ullmo. Od samego początku centrum prowadzi interdyscyplinarną działalność obejmującą zarówno modelowanie w dziedzinie nauk humanistycznych (modele samo-organizacji złożonych systemów kognitywnych, a także ekonomicznych i społecznych) jak i filozofię nauki, a w szczególności epistemologię nauk kognitywnych. W 1987 roku centrum zostaje oficjalnie przemianowane na Mieszaną Jednostką Badawczą (Unité mixte de recherche). W 2001 roku centrum ulega reorganizacji i staje się interdyscyplinarnym laboratorium teoretycznych nauk kognitywnych. Dupuy przyczynił się do rozpowszechnienia we Francji teorii Ivana Illicha, René Girarda oraz Johna Rawlsa. Zajmuje się również badaniem nanotechnologii, a w szczególności ich niebezpiecznymi/wynaturzonymi konsekwencjami. Jean-Pierre Dupuy jest również członkiem i współzałożycielem Międzynarodowego Kolegium etyki, polityki i nauk, którego celem jest „znalezienie inteligentnych i trafnych odpowiedzi na wyzwania naszych czasów“.

## Publikacje
(żadna z poniższych książek nie została dotychczas przetłumaczona na język polski)
- À la recherche du temps gagné in Bulletin interministeriel pour la RCB, n°20, mars 1975, republié en 1975 en annexe de l'édition française de Énergie et Équité (1974), Ivan Illich
- La trahison de l'opulence, PUF, 1976 (z Jeanem Robertem)
- L'enfer des choses, Seuil, 1979 (z Paulem Dumouchelem)
- Ordres et désordres, enquête sur un nouveau paradigme, Seuil, 1982
- René Girard et le problème du mal, Grasset, 1982 (z Michelem Deguy)
- Le Sacrifice et l'envie. Le libéralisme aux prises avec la justice sociale, Paris, Calmann-Lévy, 1992 - Reedycja pod tytułem: Libéralisme et justice sociale, Hachette Pluriel
- Introduction aux sciences sociales - Logique des phénomènes collectifs, Ellipses, 1992 - sur l'auto-organisation
- Aux origines des sciences cognitives, La Découverte, 1994 - à propos des Conférences Macy
- Avions-nous oublié le mal ? Penser la politique après le 11 septembre, Bayard, 2002
- La Panique, Les Empêcheurs de Penser en Rond, 2003
- Pour un catastrophisme éclairé, Quand l'impossible est certain, Seuil, 2004
- Petite métaphysique des tsunamis, Seuil, 2005
- Retour de Tchernobyl: Journal d'un homme en colère, Seuil, 2006